# Gilda Gray
Gilda Gray   (Rydlewo i Cracòvia, 24 d'octubre de 1901 - Hollywood, 22 de desembre de 1959) fou una actriu i ballarina de nacionalitat nord-americana, coneguda com The Shimmy Queen (La Reina Shimmy) per popularitzar un ball anomenat "shimmy", el qual es va posar de moda en produccions teatrals i cinematogràfiques dels anys 1920.

## Primers anys. 'El Shimmy'
El seu veritable nom era Marianna Michalska, i va néixer a Cracòvia, Polònia, que formava part en aquell moment de l'Imperi Austrohongarès. Els seus pares, Max i Wanda Michalski, la seva germana Josephine i ella, van emigrar als Estats Units l'any 1909 traslladant-se a Milwaukee, Wisconsin.
Quan Marianna tenia 14 o 15 anys, es va casar amb John Gorecki, un violinista fill del socialista i líder sindical Martin Gorecki. La parella, que es va divorciar l'any 1923, va tenir un fill, Martin Gorecki, que va ser líder de banda sota el nom de Martin Gray. Un article al Times Magazine publicat l'any 1960, i que la recordava després de la seva defunció, afirmava que Gilda Gray tenia onze anys al moment del matrimoni, i que va ser mare als dotze.
Encara que es diu que el shimmy va ser presentat al públic americà per Gray a Nova York l'any 1919, el terme ja s'utilitzava amb anterioritat. Algunes fonts afirmen que la seva shimmy va néixer una nit en la qual cantava el Star Spangled Bàner i va oblidar part de la lletra. Ella va dissimular la seva vergonya sacsejant les espatlles i el maluc. Encara que era un moviment de ball conegut, Marianna ho va fer propi i, quan se li preguntava sobre el seu estil de ball, ella contestava que estava sacsant la camisa (chemise, que sonava com shimmy).

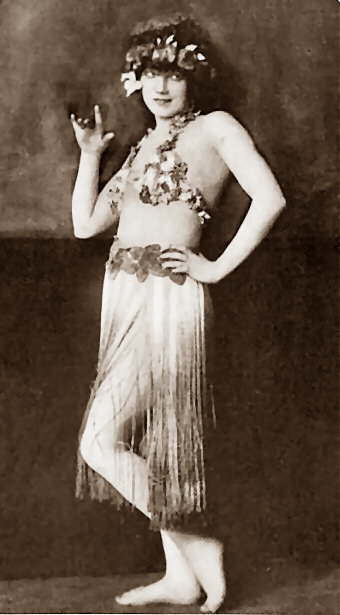
Gilda Gray com la Noia Hula-Hula Girl (Theatre Magazine, abril de 1922)

## Carrera
El desig de continuar amb la seva carrera (ella va usar durant un temps el nom artístic Mary Gray) i l'empitjorament de la seva relació marital van fer que es decidís a viure a Chicago, ciutat en la qual va ser descoberta per un agent artístic, Frank Westphal, que la va portar a Nova York, on li va presentar a la seva esposa, la cantant Sophie Tucker. Aquesta la va impulsar a canviar el seu primer nom pel de Gilda, en referència al seu cabell daurat. L'any 1919 1919 actuava en un xou de J.J. Shubert, The Gaieties of 1919, i el 1920 va trobar a un nou mànager, Gaillard T. "Gil" Boag. Després de ser vista per Florenz Ziegfeld, ella va actuar l'any 1922 en l'espectacle Ziegfeld Follies, amb el qual va obtenir una gran popularitat.
Després de divorciar-se del seu primer marit, l'any 1923 es va casar amb Gil Boag, actuant després en el gènere del vodevil i viatjant a Hollywood, Califòrnia. Es va divorciar quatre anys després, i va abandonar el vodevil. A partir de llavors i fins al 1936 va treballar en diverses produccions cinematogràfiques, interpretant en elles el seu famós shimmy. Jesse Lasky la va contractar per actuar a Famous Players-Lasky, companyia per la qual va rodar Aloma of the South Seas (1926), film que va recaptar tres milions de dòlars en els seus primers tres mesos. L'èxit de la cinta va ser realçat per les actuacions promocionals de Gray, en les quals ballava el shimmy. En 1927 va actuar en dues pel·lícules més, The Devil Dancer i Cabaret.

## La Gran Depressió
Quan es va iniciar la Gran Depressió l'any 1929, Gilda Gray va perdre la major part dels seus béns personals, encara que va aconseguir ocupar-se ballant en el Palace Theater de Nova York. Ella també va fer actuacions teatrals a Cleveland, i va ser model per a dues populars escultures en ceràmica realitzades per Waylande Gregory, "The Nautch Dancer," i "The Burlesque Dancer".
En els anys següents ella va intentar reprendre la seva carrera artística, però la volta a l'estatus d'estel es va veure impedida a causa de la seva mala salut. A més, en aquesta època havia fallat el seu segon matrimoni, en part per motius econòmics i en part per una aventura amb la seva mànager teatral, Krepps.

## Vida després de la Gran Depressió
L'any 1931 va sofrir un infart agut de miocardi, i al següent any va anunciar el seu compromís amb Art Jarrett, encara que finalment va abandonar els seus plans matrimonials. No obstant això, el 23 de maig de 1933 es va casar amb un diplomàtic veneçolà, Hector Briceño de Saa, del que es va separar dos anys després, divorciant-se la parella l'any 1938.

## Patriota polonesa
Durant la Segona Guerra Mundial, Gray va recolzar a Polònia, dedicant-se fins i tot a la recaptació de fons per al país. L'any 1953, Ralph Edwards va dedicar el seu xou televisiu, This Is Your Life, a la vida de Gray, mostrant el seu valor en traslladar als Estats Units a sis ciutadans polonesos a l'època de la Guerra Freda, als quals va subvencionar la seva educació. Per tot això, va ser condecorada per Polònia "pel seu interès i ajuda als seus paisans i al seu país".

## Mort
Gilda Gray es trobava novament amb greus problemes econòmics quan, l'any 1959, als 58 anys, va morir a Los Angeles, Califòrnia, a causa d'un nou infart de miocardi. Segons un obituari publicat en el The New York Times, ella havia viscut allí durant sis anys amb Antonio Raio, un capità de bombers de Warner Brothers, i la seva esposa. Gray havia sofert una intoxicació alimentària cinc dies abans de la seva mort, i rebia tractament mèdic. El seu funeral va ser pagat per la Motion Picture & Television Fund. Va ser enterrada en el Cementiri de Holy Cross, a Culver City.

## Filmografia

### Actriu
- A Virtuous Vamp, de David Kirkland (1919)
- A Social Sleuth (1920)
- The Girl with the Jazz Heart, de Lawrence C. Windom (1921)
- Lawful Larceny, de Allan Dwan (1923)
- Aloma of the South Seas, de Maurice Tourneur (1926)
- Cabaret, de Robert G. Vignola (1927)
- The Devil Dancer, de Fred Niblo (1927)
- Piccadilly, d'Ewald André Dupont
- He Was Her Man, de Dudley Murphy (1931)
- Rose Marie, de W. S. Van Dyke (1936)

### Documental
- Highlight: The Singing Cinema, de Denis Gifford (1964)

### Banda sonora
- Rose-Marie, de W. S. Van Dyke - intèrpret de Some of These Days (1936)

## Teatre
- Shubert Gaieties of 1919
- Hello, Alexander
- Music Box Revue (1921)
- Snapshots of 1921
- Ziegfeld Follies of 1922 (Broadway, 5 de juny de 1922 – 23 de juny de 1923)
- Ziegfeld Follies of 1923 (Broadway, 25 de juny de 1923 - 15 de setembre de 1923)
- Devil Dancer Play (1927)